# Protaminer
Protaminer är en grupp lågmolekylära proteiner (molekylvikt: 1 000 till 5 000) med hög halt av basiska aminosyror, speciellt arginin. De är ofta bundna till nukleinsyror. Protaminer används bl. a. för att förlänga effekten av insulin samt som heparinantagonister.
Protaminer ersätter histoner under bildningen av spermier. I och med utbytet till protaminer kondenseras (tätpackas) spermiekärnan och DNA blir inaktivt. När den befruktande spermiens kärna packas upp inne i ägget byts protaminerna ut mot histoner och DNA kan åter bli aktivt. Den kondenserade spermiekärnans DNA uppskattas bara uppta cirka 1/6 av en vanlig cells DNA-volym. Den tätpackade spermiekärnan är i det närmaste kristallartad i sin struktur och därför mycket vattenfattig. Det anses att inaktivering, tätpackning och lågt vattenhinnehåll är mycket väsentligt för skyddet av spermiens DNA under transporten till ägget.